# Lider rynkowy
Lider rynkowy – przedsiębiorstwo, mające czołową pozycję na rynku. Liderzy poszczególnych branży mają największy obrót i najłatwiej jest im negocjować ceny z poszczególnymi dostawcami, więc mogą obniżyć ceny swoich wyrobów i skutecznie walczyć z konkurencją, ale muszą tworzyć bariery wejścia i chronić rynek przed substytutami, na czym korzystają wszystkie przedsiębiorstwa sektora.